# Чокльово блато
Чокльово блато е защитена местност в България. Разположена е в землището на село Байкалско, област Перник.
Разположена е на площ 320 ha. Обявена е на 30 декември 1992 г. с цел опазване на естествени местообитания на редки и застрашени птици и торфено находище.
На територията на защитената местност се забраняват:
- строителство и всякакви други дейности, които увреждат естествения облик на местността или променят неблагоприятно водния и режим, забранява се черпенето на подпочвени води;
- палене на огън, опожаряване на тръстиката и друга растителност;
- внасяне и развъждане на различни видове животни или растения без съгласуване с Министерството на околната среда и БАН;
- лова и риболова;
- убиване, улавяне и безпокоене на птиците, разваляне на гнездата или събиране на яйцата им;
- замърсяване на водите;
- паша на домашни животни в мочурливите терени по крайбрежието от 1 март до 30 юни;
- къпане и ползване на плавателни съдове в езерото;
- ползване на торфа за лечебни цели;
- строителство, свързано единствено с торфодобива по предварително изготвен проект.[1]

Разрешава се поддържане на водозадържащите съоръжения. Допуска се ползването на води след преливника на Чокльово блато за нуждите на местното население след спазване на всички изисквания, произтичащи от законите.